# Hoplotriclis artemisicola
Hoplotriclis artemisicola är en tvåvingeart som beskrevs av Pavel Lehr 1969. Hoplotriclis artemisicola ingår i släktet Hoplotriclis och familjen rovflugor. Inga underarter finns listade i Catalogue of Life.